# Keresztes-Fischer Ferenc
Dr. vitéz Keresztes-Fischer Ferenc (született Fischer Ferenc; Pécs, Ausztria–Magyarország, 1881. február 18. – Bécs, Osztrák Köztársaság, 1948. március 3.), magyar ügyvéd, politikus, korábban k. u. k. főhadnagy, előbb Baranya, Pécs és Somogy vármegye főispánja, majd a Magyar Királyság belügyminisztere 1931 és 1935 (a Károlyi Gyula- és a Gömbös-kormányok), valamint 1938 és 1944 között (az Imrédy-, a második Teleki-, a Bárdossy- és a Kállay-kormányok alatt), továbbá az ország ideiglenes miniszterelnöki teendőinek betöltője gróf Teleki Pál halálakor (1941. április 3.), majd Dr. Bárdossy László lemondását követően (1942. március 7–9. között). A német megszállás után, 1944 tavaszán a Gestapo letartóztatta és a mauthauseni koncentrációs táborba hurcolta.

## Életpályája

### Család, neveltetés, pályakezdés
A Baranya vármegyei római katolikus értelmiségi Fischer családban született. Édesapja, a polgári származású Fischer Ferenc (1852–1940), ügyvéd, édesanyja, a nemesi származású krasznai Krasznay Margit (1863–1945) volt. Apai nagyszülei Fischer Lajos (1823–1908), körjegyző, és Ambrus Terézia voltak. Anyai nagyszülei Krasznay Mihály és Keresztes Mária voltak.
Tanulmányait részben Pécsett, majd a budapesti tudományegyetem jogi karán végezte. 1907-ben ügyvédi irodát nyitott Pécsen, majd a Pécsi Takarékpénztár Rt. jogtanácsosa volt. Az első világháború idején, a Hindenburg nevet viselő császári és királyi 69. gyalogezredben teljesített szolgálatot mint főhadnagy (1915–1918), és több harctéri kitüntetést szerzett. Súlyos sebesülését követően leszerelték.
1919-ben, a Magyarországi Tanácsköztársaság idején a kommunisták ártó működése ellen emelte fel szavát (később miniszterként rendeletekkel is fellépett a kommunista szerveződésekkel szemben), ami miatt a szocialista korszakban keletkezett lexikonok, történelemkönyvek későbbi szerepét, jelentőségét igyekeztek kicsinyíteni.
1920-ban Pécs és Baranya szerb megszállása idején a nemzeti ellenállás mozgalmainak megszervezése fűződik nevéhez, ami miatt a megszálló szerbek két hónap börtönre ítélték, és a szerbiai Valjevóba internálták.
1921-től Baranya vármegye és Pécs, 1925-től egyúttal Somogy vármegye főispánja volt.
1929. június 13-án vezetékneve elé felvette az anyai nagyanyjának a vezetéknevét, és onnantól fogva Keresztes-Fischer lett.
1929. június 16-án Horthy Miklós (kormányzó), az akkori legmagasabb politikai kitüntetésben részesítette: vitézzé avatta.

### Első miniszteri ciklusa
Keresztes-Fischer Ferenc első miniszteri ciklusa 1931. augusztus 24-től 1935. március 4-ig tartott. Először a Károlyi Gyula-kormányban, majd a Gömbös-kormányban volt belügyminiszter. Eredetileg Bethlen István egykori miniszterelnök kívánságára került a miniszterek közé, s Horthy Miklós is támogatta. A Belügyminisztérium élén eltöltött négy év alatt olyan közigazgatási, valamint közegészségügyi reformkoncepciót indított el, amelyeknek legfőbb elemeit az utána következő belügyminiszterek (Kozma Miklós, Darányi Kálmán, Széll József) is elfogadtak. Megemlítendő, hogy azért nem szorgalmazták annyira ezeket a reformterveket, mint Keresztes-Fischer. A válság miatt a kormány a szabadságjogok korlátozásának útjára lépett, így a statárium részben összekapcsolható a miniszter nevével. Munkásságának legfontosabb része a közigazgatás racionalizálása volt. Általánosságban elmondható az első belügyminiszterségére, hogy az ország rossz anyagi helyzete, illetve a sokszor lázas belpolitikai állapotok miatt csak részlegesen nyílott lehetősége arra, hogy reformterveit megvalósítsa. Ennek ellenére távlatilag mégis felvillantotta egy korszerűbb, hatékonyabb, gyorsabb ügyintézést megvalósító közegészségügyi, önkormányzati és államigazgatás képét. Elképzeléseivel természetesen a saját korát nem haladhatta meg, de igyekezett alkalmazkodni a lehetőségekhez. Megelőző intézkedései eleve lehetetlenné tették, hogy komoly zavargások történjenek az országban. Igen fontos lépése volt, hogy 1934. július 17-én minden szervezkedésétől eltiltotta a Nemzeti Szocialista Pártot. Az, hogy végül távozni kényszerült a belügyminiszteri bársonyszékből a következőkkel indokolható: 1933 nyarától kezdett megromlani kapcsolata Gömbössel, s Bethlen István követőjeként a Gömbös Gyulával való konfliktus miatt kilépett a kormánypártból, s vele együtt egyébként Kállay Miklós is távozott.
A 3.600/1932. M. E. rendelet megszüntette a Népjóléti és Munkaügyi Minisztériumot, így az egészségügy a Belügyminisztérium irányítása alá került 1932-ben. Keresztes-Fischer Ferenc reformtörekvései kiterjedtek a közegészségügy területére is. A témában olyan reformkoncepciót indított el, amelyet az utána következő belügyminiszterek (Kozma Miklós, Darányi Kálmán, Széll József) is követtek. E téren jelentős lépése volt, hogy 1932-ben felállították a Zöldkereszt szolgálatot. Utóbbi a gyermekekkel kapcsolatos szociális és egészségügyi ellátási rendszer kiindulópontjává vált. Ebben az időszakban épült ki a nemibeteg- és tüdőgondozó hálózat, a szűrővizsgálatok rendszere, és kórházak sorát létesítették. A fejlődés útját és lehetőségét villantotta fel a közegészségügyi mintakörzetek létesítése és működtetése.

### Két miniszterség között
Keresztes-Fischer Ferenc 1936 januárjában felsőházi tag lett. Elnöke volt a Pénzintézeti Központnak is.
1937-ben az ő kezdeményezésére jött létre a Nemzeti Önállósági Alap és Tanács, amelynek elnöke lett. Rendelettel szabályozta a köztisztviselők pártsemleges magatartását, kimondta az összeférhetetlenséget a nemzetellenes (szocialista, kommunista, hungarista) mozgalmakban való részvétellel, és betiltotta az egyes mozgalmak egyenruhájának a hivatalokban való viselését, valamint mindennemű szabadkőműves egyesület működését felfüggesztette.

### Második miniszteri ciklusa
1938. május 14-től 1944. március 22-ig ismét belügyminiszter volt az Imrédy-, Teleki-, Bárdossy-, majd a Kállay-kormányban, valamint kétszer ideiglenesen ellátta a miniszterelnöki teendőket is: 1941. április 3-án, Teleki Pál halála után és 1942. március 7. és 9. között, Bárdossy László lemondását követően. A politikai rendőrséget közvetlenül ellenőrzése alatt tartotta, és személyesen irányította a bal- és jobboldali szélsőségesek (kommunisták, hungaristák) elleni rendőri fellépést.
1939. február 24-én törvényesen betiltotta a hungarista mozgalmat.
A második világháború idején mint Horthy személyes környezetének tagja, a Bethlen–Kállay-féle konzervatív csoporthoz tartozott, az angolszász orientáció híve volt. Az 1941. június 23-án megtartott kormányülésen óvatosságra intett a Szovjetunió elleni hadjárathoz való magyar csatlakozással kapcsolatban. A kassai bombázás után megtartott június 26-i kormányülésen egyedüliként kitartott korábbi, a hadjáratban történő részvételt elutasító álláspontja mellett. Érvelése szerint Magyarországnak csak akkor kellene a hadjáratba bekapcsolódnia, ha azt a németek kifejezetten kérik, kérés hiányában további kivárást javasolt.

### Utolsó évei
1942-től Keresztes-Fischer Ferenc belügyminiszter titkára Kapócs Ferenc volt.
1944 tavaszán a német megszálláskor tényleges miniszterként (náciellenes fölfogása és magatartása miatt) a Gestapo letartóztatta, és a mauthauseni koncentrációs táborba hurcolta.
1945. április 30-án az amerikaiak a flossenbürgi koncentrációs tábort felszabadították, innen távozott el súlyos betegen. A háború után – habár a magyar kormány kikérte mint „háborús bűnöst” – nem adták ki. Bécsben halt meg 1948. március 3-án, tüdőrákban.
Hamvait 1999-ben hazahozták, és október 9-én Pécsett ünnepélyesen újratemették.

## Házassága
Feleségül vette granasztói Rihmer Margitot (1879–1961), granasztói Rihmer Elek (1842–1901) és Adler Albertina (1852–1939) lányát.

## Művei
- Vitéz Keresztes-Fischer Ferenc indokolása a betegségi és baleseti kötelező biztosításról szóló 1927:XII. t.-c. egyes rendelkezéseinek módosítása és kiegészítése tárgyában; s.n., Bp., 1932
- Három interpelláció... Az Országgyűlés képviselőházának 1938. évi december 14-én, szerdán tartott 353-ik ülésén elmondotta Hubay Kálmán. Az interpellációkra válaszoltak Keresztes-Fischer Ferenc, Imrédy Béla, Tasnádi-Nagy András; Magyar Nemzeti Szocialista Párt, Bp., 1939